# Drujba, Icinea
Drujba (în ucraineană Дружба) este o așezare de tip urban din raionul Icinea, regiunea Cernihiv, Ucraina. În afara localității principale, nu cuprinde și alte sate.

## Demografie
Componența lingvistică a așezării de tip urban Drujba
     Ucraineană (94,68%)
     Rusă (5,2%)
     Alte limbi (0,12%)
Conform recensământului din 2001, majoritatea populației așezării de tip urban Drujba era vorbitoare de ucraineană (94,68%), existând în minoritate și vorbitori de rusă (5,2%).